# 勒芒足球俱乐部
勒芒足球會（法語：Le Mans Football Club，前稱）是位於法國卢瓦尔河地区大区萨尔特河畔勒芒的一支足球俱樂部。成立於1902年，初時名為，1985年改用新名稱，再於2010年7月1日更名為。球會乃於2005-06年才升上甲組，屬小型班。
由于新型冠狀病毒大流行，俱乐部在2019-20赛季法乙联赛提前终止的情況下，备受争议地降级。

## 球會歷史
勒芒聯合會72前身乃勒芒人聯合體育會（US Le Mans Sports Club），於1889年成立，1902年成立足球部。之後勒芒足球會都是參加地區性比賽為主，直到1941年才正式加入正式聯賽。1985年6月12日勒芒足球會與兩家球會（和）合併成「勒芒聯合會72」。勒芒足球隊一直都只在法國低組別聯賽打滾，直到近幾年才升上法甲聯賽。於2009–10年球季以第18位成績降班返回法乙。由於財政困難，2013年失去職業球會資格，被降級至第六級的地區聯賽。翌年勒芒成為升上法国业余乙组联赛，再在2017年升上法国业余联赛。

## 球會榮譽
- 法國足球乙級聯賽
  - 亞軍（2）： 2003年, 2005年
- Champions DH Quest
  - 冠軍（2）： 1961年, 1965年
- 甘巴德拉盃（英语：Coupe Gambardella）（U-18青年盃賽）
  - 冠軍（1）： 2004年
- 法國盃
  - 四強： 1998年

## 著名球星
- 迪迪埃·德罗巴（Didier Drogba）
- 基斯頓·哥古夫（Christian Gourcuff）
- 哈辛·耶巴達（Hassan Yebda）
- 加菲迪（Grafite）
- 松井大輔（Daisuke Matsui）

## 外部連結
- 勒芒官方網站（法文） （页面存档备份，存于）